# Ernst Bloch
Ernst Bloch (8. července 1885, Ludwigshafen – 4. srpna 1977, Tübingen) byl německý filosof, zakladatel filozofie utopizmu.
Předmětem jeho úvah byla utopická naděje na lepší svět. Utopické nebo ještě-neznalosti (Noch-Nicht-Bewusstes) odpovídá na ontologické úrovni pojem ještě-nenastaného (Noch-Nicht-gewordene).
Jeho syn Jan Robert Bloch, učitel a filozof, se narodil roku 1937 v Praze.

## Ocenění
- 1975 – Cena Sigmunda Freuda za vědeckou prózu